# Col·legi Pereanton
El Col·legi Pereanton és una escola de primària de Granollers (Vallès Oriental) l'edifici de la qual està protegit com a Bé Cultural d'Interès Local.

## Descripció
Es tracta d'un edifici entre mitgeres, que consta d'una planta baixa i un pis amb coberta a dues vessants. S'aprecia una façana de composició simètrica amb un cos central que sobresurt i un capcer de perfil sinuós; una finestra d'ull de bou i una altra amb una exagerada dovella a la clau, així com un portal d'entrada amb coronament molt ornamentat. La resta de la façana té fileres de finestres de la mateixa forma, totes alineades. També es constat un ràfec als cossos laterals.

## Història
Edifici situat al nucli antic de la ciutat, a prop de la plaça Maluquer i Salvador (antiga plaça del Bestiar), lloc tradicional d'intercanvi comercial. Pertany a la xarxa de noves construccions de principis del segle xx.

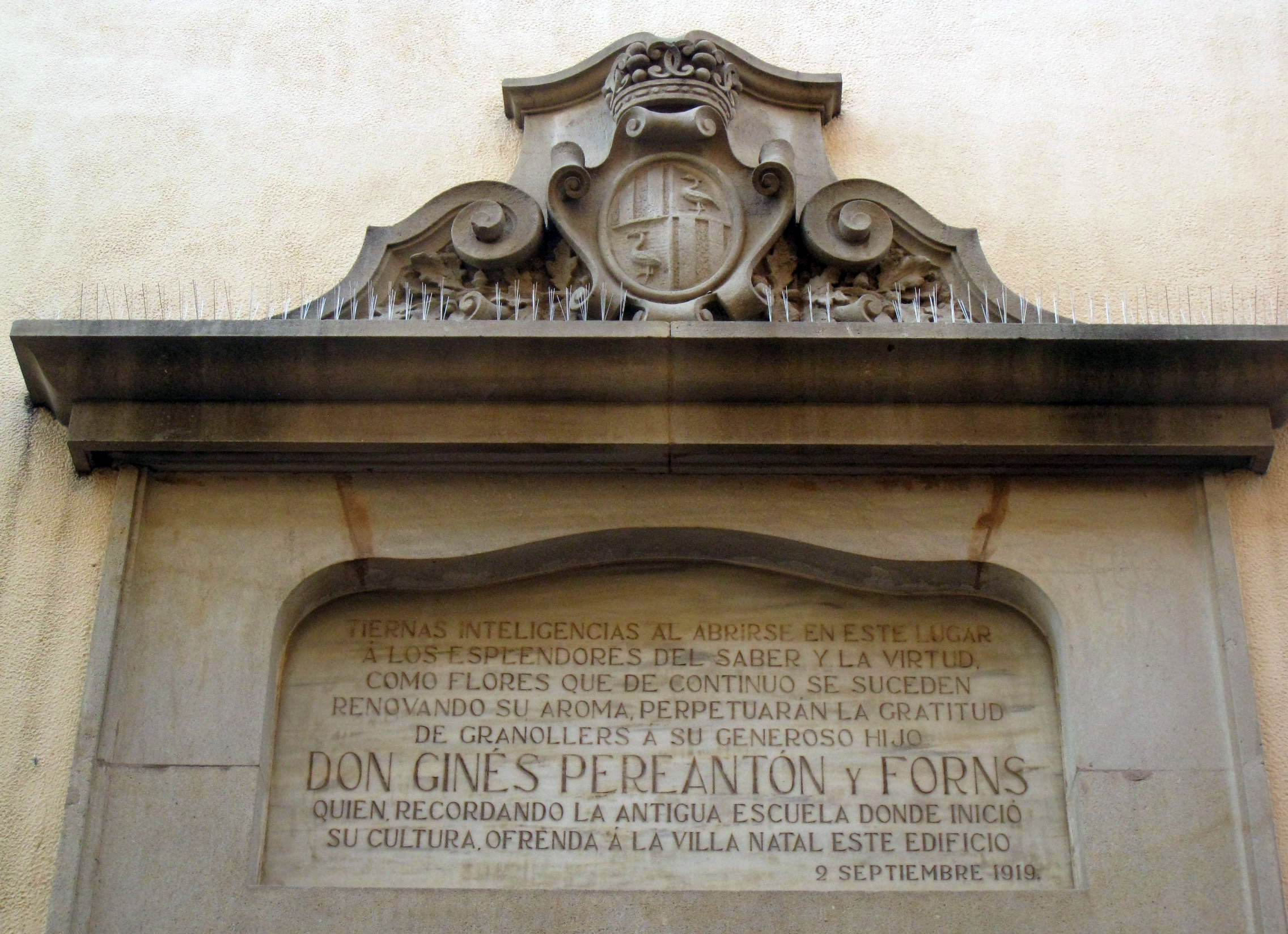
Placa commemorativa situada sobre la porta principal de l'escola

Està situat en els terrenys de l'antic convent de Sant Francesc que, amb els processos de desamortització, va ser convertit en centre d'ensenyament. El 1918, l'empresari granollerí Genís Pereanton fa una gran donació a la ciutat per tal que s'hi construeixi l'actual edifici per a us escolar que s'inauguraria el 1919. En el document on comunica la seva donació, conservat a l'Arxiu Municipal de Granollers, el prohom expressa que desitja que el nom del centre sigui "Escuelas Nacionales de San José", però el 1930 va ser rebatejat amb el nom del fundador que també consta en una placa commemorativa just a sobre l'entrada principal.

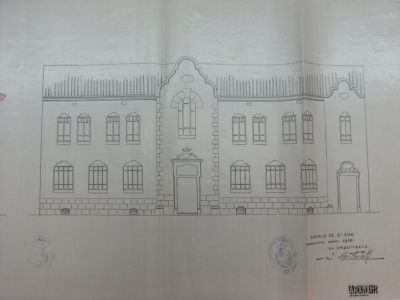
Plànol de l'arquitecte Jeroni Martorell per a la façana de l'Escola Pereanton (1918). Arxiu Municipal de Granollers

El disseny de l'edifici fou encarregat a l'arquitecte Jeroni Martorell que va dissenyar un edifici de dues plantes amb un passadís central a partir de la porta d'entrada i un de perpendicular a prop de la façana. A la planta de dalt s'hi van instal·lar les classes dels nens i a la de baix la de les nenes.
Durant la Guerra Civil el centre va ser rebatejat amb el nom de Lluís Castellà, però va recuperar el nom de Pereanton després del conflicte mantenint-se fins a l'actualitat.